# Belgische kampioenschappen atletiek 1993
In 1993 werden de Belgische kampioenschappen atletiek Alle Categorieën gehouden op 24 en 25 juli in het Heizelstadion in Brussel.
De nationale kampioenschappen 10.000 m voor mannen en vrouwen werden in het voorjaar op 24 april verwerkt in Lommel.

## Uitslagen
| Atleet              | Prestatie | Onderdeel            | Atlete              | Prestatie |
| ------------------- | --------- | -------------------- | ------------------- | --------- |
| Patrick Stevens     | 10,49     | 100 m                | Nancy Callaerts     | 11,80     |
| Patrick Stevens     | 20,81     | 200 m                | Kathleen Van Hove   | 23,55     |
| Marc Dollendorf     | 47,29     | 400 m                | Katrien Maenhout    | 54,36     |
| Nathan Kahan        | 1.47,22   | 800 m                | Anneke Matthys      | 2.03,85   |
| Christophe Impens   | 3.48,22   | 1500 m               | Anja Smolders       | 4.22,16   |
| Ruddy Walem         | 13.53,14  | 5000 m/3000 m        | Anja Smolders       | 9.21,79   |
| William Van Dijck   | 28.56,75  | 10.000 m             | Véronique Collard   | 33.27,78  |
| -                   | -         | 100 m horden         | Caroline Delplancke | 13,61     |
| Hubert Grossard     | 13,47     | 110 m horden         | -                   | -         |
| Jean-Paul Bruwier   | 51,10     | 400 m horden         | Françoise Dethier   | 58,02     |
| Jos Maes            | 8.54,43   | 3000 m steeplechase  | -                   | -         |
| Dominique Sandron   | 2,15      | hoogspringen         | Sabrina De Leeuw    | 1,89      |
| Alan De Naeyer      | 5,00      | polsstokhoogspringen | -                   | -         |
| Tom Hofmans         | 7,63      | verspringen          | Sandrine Hennart    | 6,61      |
| Kedjeloba Mambo     | 15,51     | hink-stap-springen   | Kathleen Vriesacker | 12,11     |
| Stephan Ulrich      | 16,28     | kogelstoten          | Greet Meulemeester  | 15,63     |
| Jo Van Daele        | 53,40     | discuswerpen         | Brigitte De Leeuw   | 45,66     |
| Jean-Paul Schlatter | 70,38     | speerwerpen          | Ingrid Didden       | 45,02     |
| Alex Malachenko     | 67,64     | kogelslingeren       | -                   | -         |

1889 · 
1890 · 
1891 · 
1892 · 
1893 · 
1894 · 
1895 · 
1896 · 
1897 · 
1898 · 
1899 · 
1900 · 
1901 · 
1902 · 
1903 · 
1904 · 
1905 · 
1906 ·
1907 ·
1908 · 
1909 · 
1910 · 
1911 · 
1912 · 
1913 · 
1914 · 
1919 · 
1920 · 
1921 · 
1922 · 
1923 · 
1924 · 
1925 · 
1926 · 
1927 · 
1928 · 
1929 · 
1930 · 
1931 · 
1932 · 
1933 · 
1934 · 
1935 · 
1936 · 
1937 · 
1938 · 
1939 · 
1940 · 
1941 · 
1942 · 
1943 · 
1944 · 
1945 · 
1946 · 
1947 · 
1948 · 
1949 · 
1950 · 
1951 · 
1952 · 
1953 · 
1954 · 
1955 · 
1956 · 
1957 · 
1958 · 
1959 · 
1960 · 
1961 · 
1962 · 
1963 · 
1964 · 
1965 · 
1966 · 
1967 · 
1968 · 
1969 · 
1970 · 
1971 · 
1972 · 
1973 · 
1974 · 
1975 · 
1976 · 
1977 · 
1978 · 
1979 · 
1980 · 
1981 · 
1982 · 
1983 · 
1984 · 
1985 · 
1986 · 
1987 · 
1988 · 
1989 · 
1990 · 
1991 · 
1992 · 
1993 · 
1994 ·
1995 · 
1996 · 
1997 · 
1998 · 
1999 · 
2000 · 
2001 · 
2002 · 
2003 · 
2004 · 
2005 · 
2006 · 
2007 · 
2008 · 
2009 · 
2010 · 
2011 · 
2012 · 
2013 · 
2014 · 
2015 · 
2016 · 
2017 · 
2018 · 
2019 · 
2020 · 
2021 · 
2022 · 
2023 · 
2024